# Skol
Skol é uma marca de cerveja de propriedade da empresa dinamarquesa Carlsberg, com licença para ser fabricada no Brasil. Seu nome vem da palavra sueca skål, que literalmente significa tigela ou copo, mas é utilizada para brindes nos idiomas nórdicos, similar à expressão "saúde!" no português. A marca é a mais valiosa do segmento no mercado brasileiro, avaliada em 8,146 bilhões de dólares, e manteve o posto de marca mais valiosa do Brasil de 2013 a 2019, segundo a consultoria Kantar. A Skol também é a quinta maior do segmento no mundo. É comercializada no tipo Pilsen.

## História

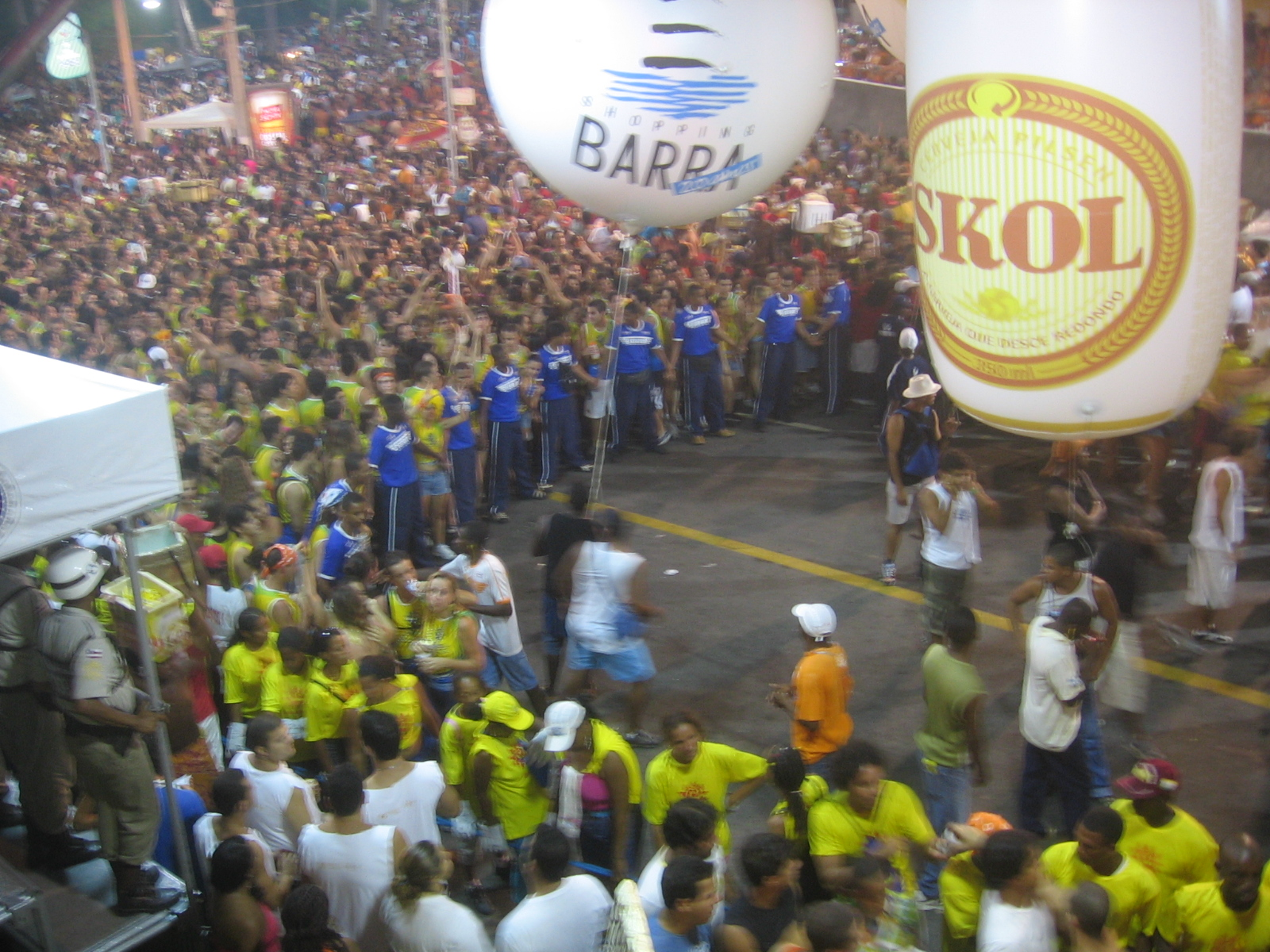
Alegoria de uma latinha de Skol, no Carnaval de Salvador, 2007.

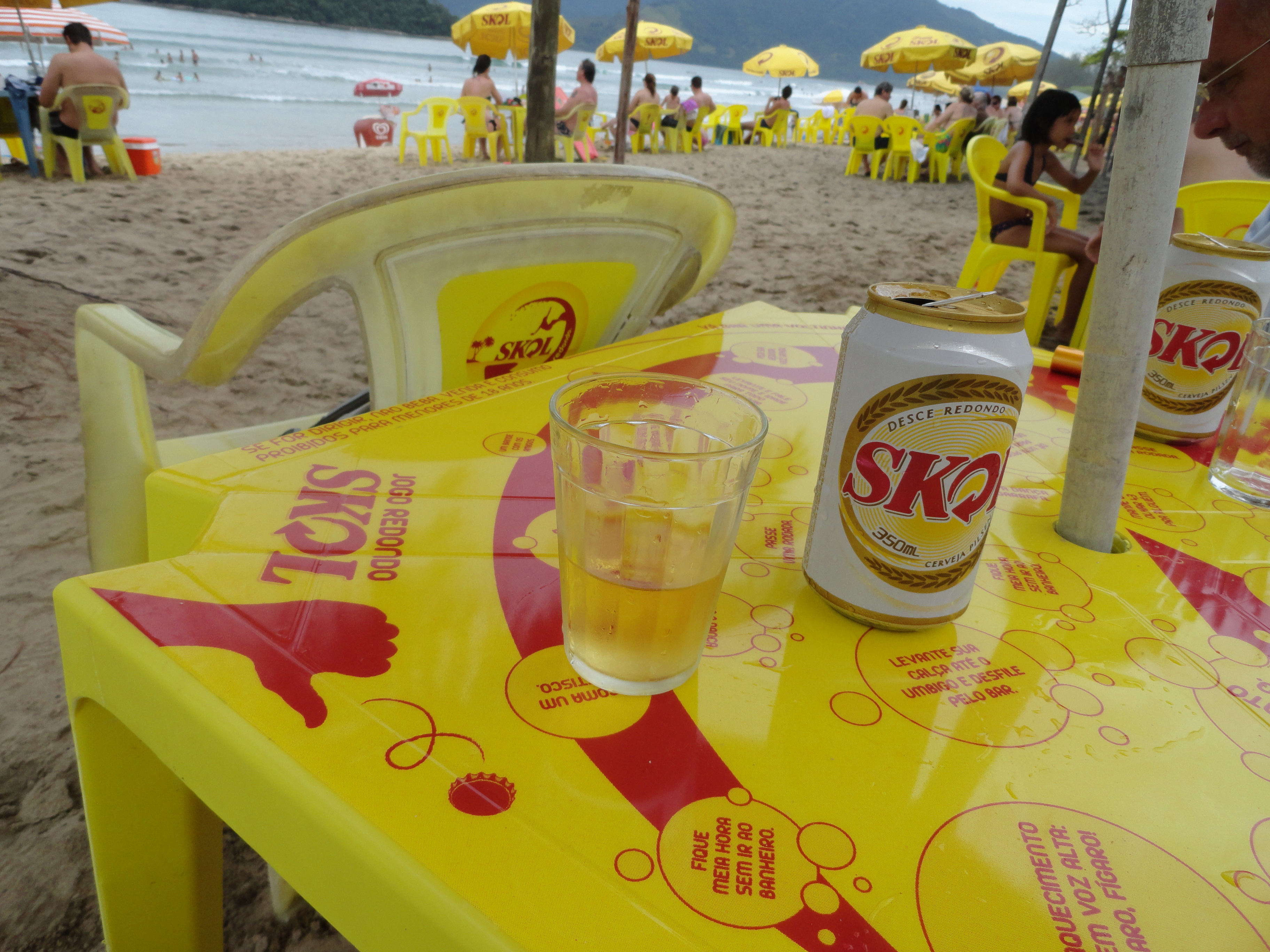
Latas de Skol e mesa com logomarca

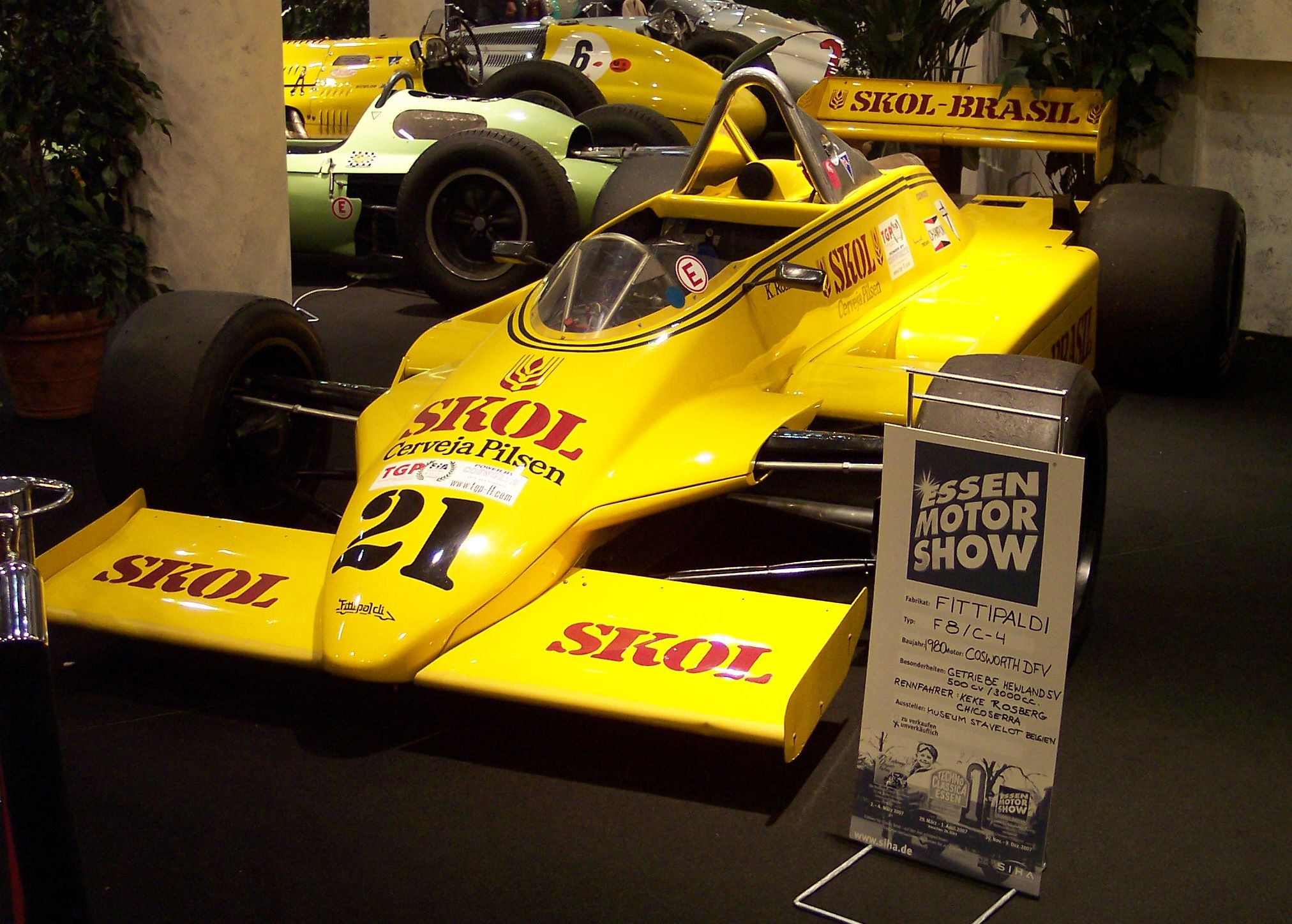
Na Fórmula 1, a Skol patrocinou a Escuderia Fittipaldi, em 1980

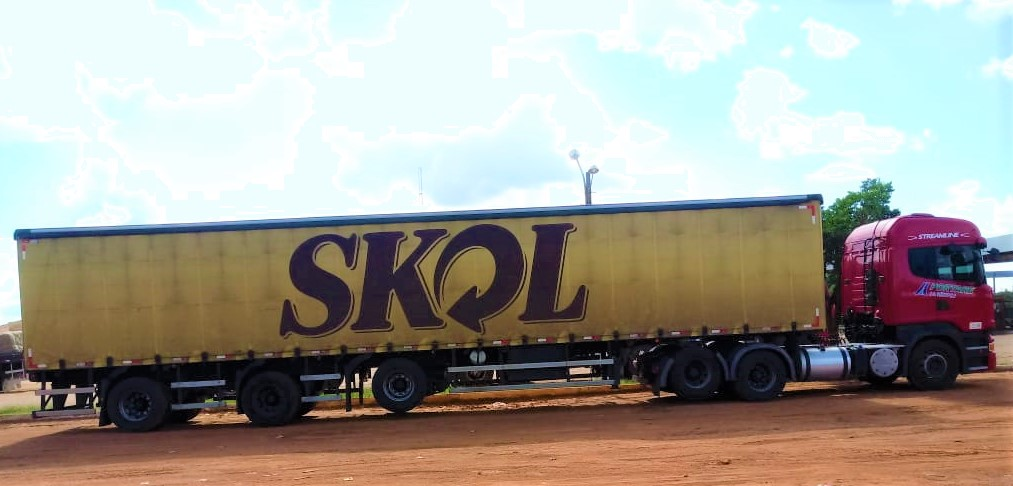
Carreta na BR-343.

A cerveja Skol Pilsen foi lançada em 1959 na Europa e chegou ao Brasil em 1967, sob licença, após alcançar grandes resultados no velho continente. Inicialmente foi a Cervejaria Rio Claro, fabricante da Caracu, que lançou o produto no Brasil, e na sequência a Brahma adquiriu a marca para uso exclusivamente no país. A Skol foi lançada em Brasília no dia 5 de agosto de 1967, dirigida por José Fleury. Sua história é marcada por inovações que revolucionaram o setor. Em 1971 lançou a primeira lata em folha-de-flandres. Também foi pioneira ao lançar a primeira lata de alumínio em 1989. Em 1993 lançou a Skol Pilsen em lata de 500.ml e a garrafa long neck com tampa de rosca.
Junto do padrão internacional de embalagens descartáveis, lançou em 1996 a embalagem long neck de 355ml de conteúdo. Em 1997 trouxe ao mercado a primeira lata com boca redonda. Em 1998 iniciou um período de campanhas publicitárias maciças. Como patrocinadora oficial do Campeonato Brasileiro de Supercross, trouxe ao Brasil, em 1999 o campeão mundial Jeremy Macgrath. Ainda em 1997 ocorreu o Skol Rock, evento que reuniu bandas inéditas.
Em 2000 também ocorreu a primeira edição do Skol Beats, evento patrocinado pela Skol que reuniu grandes astros da música eletrônica em Curitiba e São Paulo. O Skol Rock não se perdeu e foi resgatado em festas em Curitiba e no interior de São Paulo. 2002 chegou com uma embalagem especialmente desenvolvida para o verão.
Também foi lançado uma extensão de linha da cerveja: Beats. Este foi feito com base no que o consumidor quer para festas de agito. Trouxe mudanças no sabor e no teor alcoólico e uma embalagem long neck de 330 ml transparente.
Em outubro de 2006 foi criada a cerveja Skol Lemon, com baixo teor alcoólico e limonada (mesma alemã Becks Lemon). Esta teve aceitação dividida entre o público. Lançou propagandas bem humoradas e carismáticas, sendo seu mais recente sucesso uma campanha para o verão 2006/2007 em que um grupo de amigos faz brincadeiras uns com os outros e que vão guardar lembranças pro resto da vida; reforçando a ideia jovem, público alvo da cerveja.
No ano de 2011 a Skol lançou sua versão 360. Destinada para quem consome cerveja e comida juntas, evitando a sensação de sentir-se inchado, também foi lançado em garrafa a Skol Litrão. O consumidor pode trocar a garrafa de cerveja vazia Skol Litro por uma nova cheia no supermercado.

## Slogans

#### Primários
- 1993–1997: O sabor da gente
- 1997–presente: A cerveja que desce redondo

#### Secundários
- 2005–2007: Com Skol, tudo fica redondo.
- 2007–2008: Tá na roda? Tá redondo.
- 2010–2013: Um por todos, e todos por uma.
- 2013–2014: A vida manda quadrado, você devolve redondo.
- 2014–2016: Aperte ON, viva redondo.
- 2016–2017: Redondo é sair do seu quadrado.
- 2017: No verão tá redondo, tá junto.
- 2019: Gira.
- 2021: Seu coração bate redondo.
- 2022: A cerveja que desce plana.
- 2023: Desce redondo.
- 2024: Livre, Leve, Skol.

## Produtos
- Skol Dogz
- Skol Draft
- Skol Pilsen
- Skol Puro Malte

### Produtos descontinuados
- Skol Hops (2019-2021)
- Skol Ultra (2014-2017)
- Skol Stage (2014)
- Skol 360 (2011-2015)
- Skol Lemon (2006-2007)
- Skol Big Neck (2004-2005)
- Skol Ice (1995-1996)
- Skol Bock (1994-1996)